# Temahome
Temahome — експортер меблів з Лісабона, Португалія. Основними ринками компанії є Німеччина, Швейцарія, Португалія, Іспанія, Данія та США. Станом на січень 2008 року компанія експортує товари в 40 країн.

## Історія
Заснована як Norema Portuguesa в 1981 році в результаті злучення норвезької Norema SA і португальської компанії Mendes Godinho SA, вона повинна була об'єднати високі технології Норвегії з доступними португальськими цінами для виробництва меблів.
З 1984 по 1994 рік компанія виробляла лінійку модульних меблів для ІКЕА.
У 1995 році норвезькі партнери взяли на себе повну відповідальність за компанію і почали виробляти меблі для кухонь, ванних кімнат виключно для норвезького ринку, де у компанії були свої власні флагманські магазини.
У 2000 році TemaHome була створена під керівництвом нового великого акціонера, британської 3i group PLC. З цього моменту власність компанії належала чотирьом різним акціонерам: британському 3i (41,50 %), іспанському MCH (25,25 %), португальському ESCAPITAL (25,25 %) і його управлінській команді (8 %).
Пізніше в 2006 році нова структура власності була визначена шляхом участі керівництва на чолі з новою командою менеджерів, а власність була розділена таким чином: команда менеджерів (30 %), фонд управління Lead Capital (60 %) і індивідуальний інвестор Мігель Каладо (10 %).
До кінця 2007 року в штаті компанії працювало понад 170 осіб, які розподілялися між штаб-квартирою в Лісабоні і виробничим підприємством площею 16 500 м² в місті Томар.

## Продукти
Асортимент продукції складається з 3-х окремих ліній: сутність, стиль і тенденції.
- Суть: базові необхідні меблі, готові до збірки в стилі ІКЕА.
- Стиль: більш детальна, орієнтована на дизайн лінійка продуктів з чудовою якістю матеріалів.
- Тенденції: меблювання від міжнародних дизайнерів.

## Дизайнери
Компанія звернулася до португальського дизайнера Філіпе Аларкао, який очолив команду власних дизайнерів. Крім Філіпе, компанія працює незалежно з такими іменами, як Мігель Вієйра Баптиста, Фернандо Брізіо і Джетте Фін.
До складу штатної команди входять Марія Жоао Майя, Деліо Вісенте, Рікардо Марсаль і Надіа Соарес.

## Нагороди
- 2000 — Нагорода за кращий малий і середній бізнес Португалії
- 2002 — Премія Португалії за кращий малий і середній бізнес
- 2007 — Премія Mobis — Найкращий сучасний виробник
- 2007 — Статус компанії-лідера — IAPMEI (Португальська установа для малого і середнього бізнесу)
- 2009 — Премія Design Management Europe — компанія середнього розміру